# ديفيد بيل (لاعب كرة قدم)
ديفيد بيل (بالإنجليزية: David Bell)‏ (21 يناير 1984 في المملكة المتحدة - ) هو لاعب كرة قدم بريطاني في مركز الوسط. شارك مع منتخب جمهورية أيرلندا تحت 21 سنة لكرة القدم وRepublic of Ireland national football B team ‏. أما مع النوادي، فقد لعب مع روشدين ودايموندز وكوفنتري سيتي وليستر سيتي ونادي لوتون تاون ونوتس كاونتي ونورويتش سيتي وKing's Lynn Town F.C. ‏.

## وصلات خارجية
- ديفيد بيل على موقع قاعدة بيانات كرة القدم.إي يو (الإنجليزية)
- ديفيد بيل على موقع Soccerbase.com (لاعب) (الإنجليزية)
- ديفيد بيل على موقع عالم كرة القدم.نت (الإنجليزية)